# سوزانه بیر
سوزانه بیر (به دانمارکی: Susanne Bier) (زادهٔ ۱۵ آوریل ۱۹۶۰) کارگردان فیلم، نویسنده و تهیه‌کنندهٔ دانمارکی است.

## افتخارات
فیلمِ در یک دنیای بهتر برای سوزان بیر جایزهٔ بهترین کارگردان را از جوایز فیلم اروپا به ارمغان آورد. این فیلم جایزهٔ اسکار بهترین فیلم غیر انگلیسی‌زبان سال ۲۰۱۱ را نیز از آنِ خود کرد.

## گزیدۀ فیلم‌شناسی
- فروید خانه را ترک می‌کند (۱۹۹۱)
- مسائل خانوادگی (۱۹۹۳)
- یک بار در طول زندگی (۲۰۰۰)
- تا ابد عاشقت هستم (۲۰۰۲)
- برادران (۲۰۰۴)
- بعد از عروسی (۲۰۰۶)
- چیزهایی که در آتش از دست دادیم (۲۰۰۷)
- در یک دنیای بهتر (۲۰۱۰)
- آنچه ما نیاز داریم عشق است (۲۰۱۲)
- یک شانس دیگر (۲۰۱۴)
- سرنا (۲۰۱۴)
- مدیر شب (مجموعه تلویزیونی - ۲۰۱۶)
- جعبه پرنده (۲۰۱۸)